# Lesmesodon
Lesmesodon és un gènere extint de creodonts que visqueren durant l'Eocè. Entre altres llocs, se n'ha trobat fòssils al jaciment de Messel (Alemanya).